# Archibald Wavell
Archibald Wavell, první hrabě Wavell (5. května 1883 – 24. května 1950) byl britský polní maršál a velitel Britské armády na Blízkém východě během druhé světové války. Velel také britským jednotkám v jihovýchodní Asii. Vedl britské jednotky do úspěšné bitvy s Italy, ale později byl poražen Němci.
Wavell byl velkým milovníkem literatury. Byl také členem anglikánské církve a hluboce věřícím člověkem. Wavell zemřel dne 24. května 1950. Vojenský pohřeb se konal dne 7. června 1950. Wavell je pohřben ve starém středověkém klášteře na Winchester College. Jeho náhrobní kámen jednoduše nese nápis "Wavell".

## Vyznamenání

### Britská vyznamenání
- Vojenský kříž – 3. června 1915[3]
- společník Řádu svatého Michala a svatého Jiří – 1. ledna 1919[4]
- společník Řádu lázně – 1. ledna 1935[5]
- rytíř komandér Řádu lázně – 2. ledna 1939[6]
- rytíř velkokříže Řádu lázně – 4. března 1941[7]
- rytíř velkokomandér Řádu indické hvězdy – 18. září 1943[8]
- rytíř velkokomandér Řádu Indické říše – 18. září 1943[8]
- rytíř Nejctihodnějšího řádu sv. Jana Jeruzalémského – 4. ledna 1944[9]
- Královnina jihoafrická medaile
- Hvězda 1914–15
- Britská válečná medaile
- Vítězná medaile
- Medaile za všeobecnou službu v Indii
- Medaile za všeobecnou službu 1918
- Hvězda 1939–1945
- Africká hvězda
- Pacifická hvězda se sponou
- Medaile stříbrného výročí Jiřího V.
- Korunovační medaile Jiřího VI.

### Zahraniční vyznamenání
- Řád svatého Stanislava III. třídy s meči – Ruské impérium, 12. září 1916[10]
- Řád svatého Vladimíra – Ruské impérium, 1917[11]
- Croix de Guerre – Francie, 4. května 1920[12]
- komandér Řádu čestné legie – Francie, 7. května 1920[12]
- velkodůstojník Nejvyššího řádu renesance II. třídy – Jordánsko, 30. září 1920[13]
- velkokříž Řádu Jiřího I. s meči – Řecko, 9. května 1941[14]
- stříbrný kříž Řádu Virtuti Militari – Polsko, 23. září 1941[15]
- Válečný kříž I. třídy – Řecko, 10. dubna 1942[16]
- komandér Řádu Šalomounovy pečeti – Etiopské císařství, 5. května 1942[17]
- velkokříž Řádu Oranžsko-nasavského – Nizozemsko, 15. ledna 1943[18]
- Československý válečný kříž 1939 – Československo, 23. července 1943[19]
- Chief Commander Legion of Merit – USA, 23. července 1948
- komtur Řádu Nilu – Egypt[11]
- Řád oblaku a praporu I. třídy – Čínská republika[11]
- Řád nepálské hvězdy – Nepál[11]